# 瓦里薩利亞尼山
14°05′56″S 71°02′16″W / 14.09889°S 71.03778°W
瓦里薩利亞尼山（Wari Sallani），是秘魯的山峰，位於該國南部庫斯科大區，由坎奇斯省的切卡庫佩區和聖巴勃羅區負責管轄，屬於安地斯山脈的一部分，海拔高度5,061米。